# Maya Weug
Maya Martine Els Weug (Pedreguer, Alicante; 1 de junio de 2004), más conocida como Maya Weug, es una piloto de automovilismo neerlandesa, belga y española. Es integrante de la Academia de pilotos de Ferrari desde 2021, siendo la primera mujer en ingresar en el programa. Actualmente compite en la F1 Academy para MP Motorsport, habiendo corrido previamente con Prema Racing, terminando tercera en 2024. 
Anteriormente compitió en los campeonatos de Italia y ADAC de Fórmula 4, y en el Campeonato de Fórmula Regional Europea.

## Carrera

### Inicios
Weug nació en Pedreguer, es hija de madre belga y padre alemán, empezó a correr en karting cuando tenía apenas siete años. Ha competido en múltiples campeonatos nacionales, bajo nacionalidad española, belga, y holandesa, siendo esta última con la que compite actualmente, disputó el Campeonato de España de Karting, donde quedó segunda en la clase Alevín en el año 2015. En 2016 dio el salto fue en el escenario internacional de karting, donde inmediatamente demostraría su talento al ganar la WSK Final Cup en la categoría de Mini 60, venciendo a su futuro compañero de la academia de Ferrari, el sueco Dino Beganovic. En los siguientes cuatro años, la piloto continuó compitiendo en el escenario internacional, haciendo apariciones en el Campeonato de Europa de Karting CIK-FIA y en el Campeonato Mundial de Karting; su mejor resultado terminó siendo un puesto 17 en el europeo de 2020.

### Fórmula 4

#### 2021

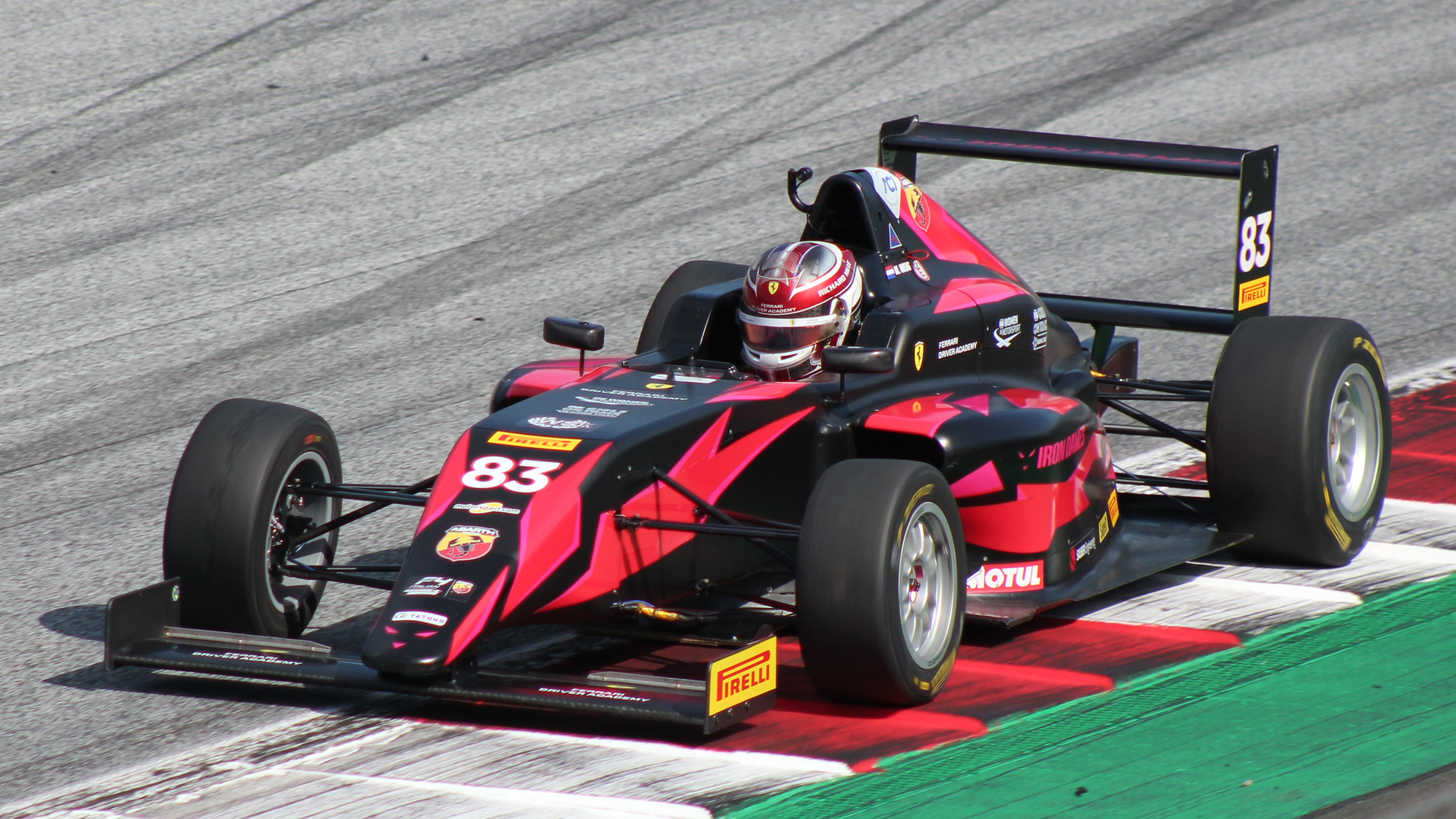
Weug en el Red Bull Ring durante el Campeonato de Italia de F4 en 2021.

En 2021, Weug hizo su debut en la F4 Italiana para Iron Lynx Motorsport Lab como parte de su programa Iron Dames, en asociación con su membresía Academia de pilotos de Ferrari. Conduciendo junto a su compañero italiano Leonardo Fornaroli y Pietro Armanni, conseguiría tres podios en la clasificación de novatos, en Le Castellet, Misano y Vallelunga, sin embargo no lograría sumar puntos en el campeonato principal, terminando así 35.º en la clasificación. En una entrevista, Weug afirmó que "estuvimos muy cerca muchas veces [de sumar puntos]", donde dijo que su falta de experiencia la perjudicó durante toda la temporada.

#### 2022

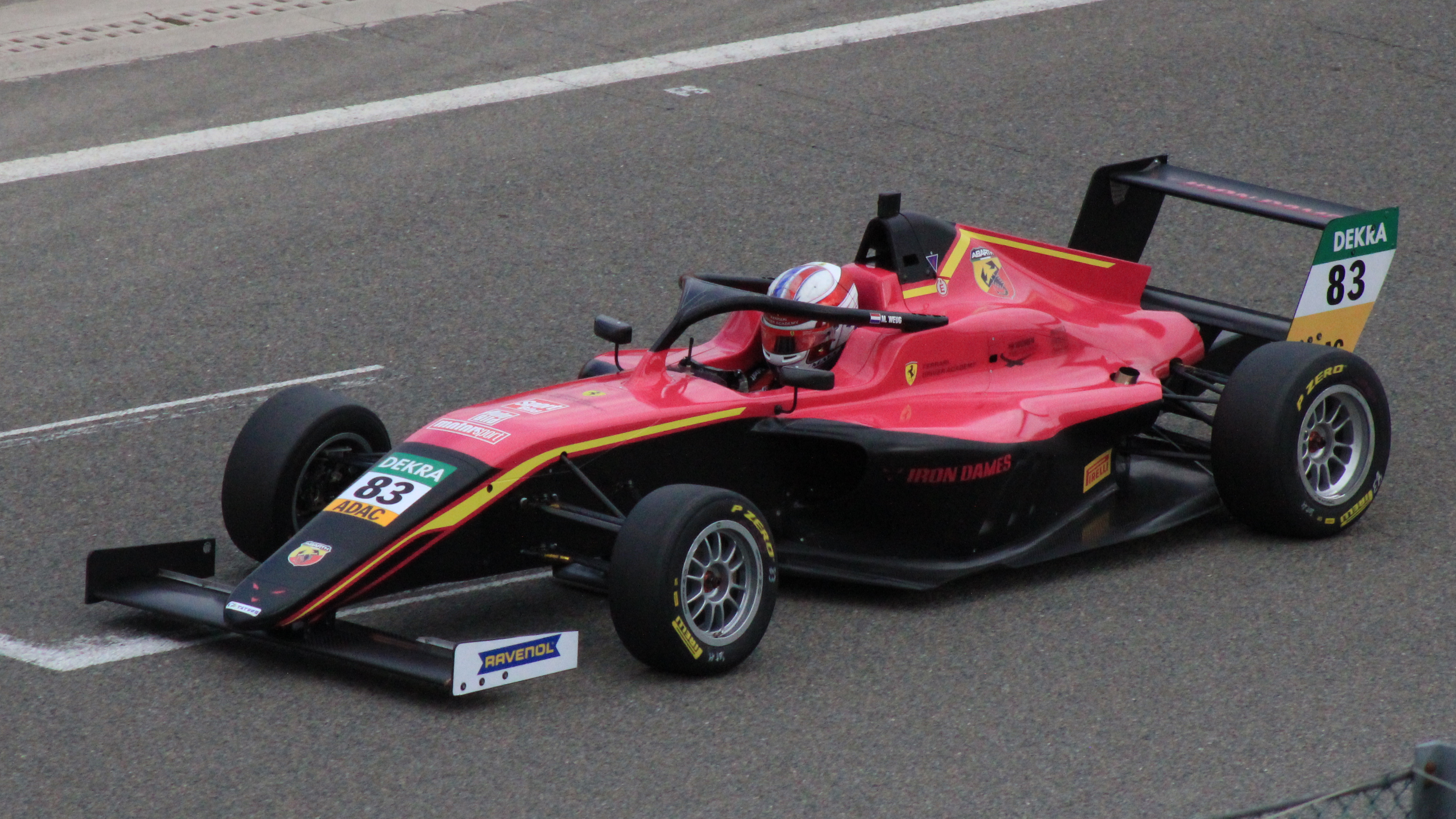
Weug en Spa-Francorchamps durante la ADAC Fórmula 4 en 2022.

Para la temporada 2022 la piloto holandés permanecería con Iron Dames, formando pareja con Ivan Domingues. Una sesión de clasificación con clima mixto en la primera ronda en el Circuito de Imola le permitió a Weug comenzar tercera en ambas carreras el domingo, y después de anotar su primer punto en la Carrera 1, terminaría en sexta posición el domingo.   En la siguiente ronda en Misano, Weug continuó con esta racha de buena forma al sumar aún más puntos, y a pesar de una fuerte colisión al final de la Carrera 3, se clasificaría octava debido a la regla de desempate. La belga consiguió un décimo puesto en la siguiente cita en Spa-Francorchamps, antes de acabar entre los diez primeros en Vallelunga . Habiendo sumado puntos en tres carreras más durante el resto de la temporada, Weug quedó en el puesto 14 del campeonato, un puesto por delante de su compañero de equipo Domingues.

### Fórmula Regional

#### 2023
Después de haber participado en varias pruebas posteriores a la temporada con KIC Motorsport, Weug progresaría al Campeonato Europeo de Fórmula Regional, conduciendo para el equipo finlandés. Su mejor resultado lo consiguió en la segunda carrera en Spa-Francorchamps, con una victoria de debutante y un sexto puesto en la clasificación general. Ella fue la única piloto de KIC Motorsport que sumó puntos durante la temporada, terminando en posición de puntos 6 veces para un total de 27 puntos. Weug terminó la temporada 2023 de FRECA tercero entre los novatos y 17.º entre los 42 pilotos elegibles para puntos.

#### 2024
Weug regresó al Campeonato Europeo de Fórmula Regional en 2024 con KIC Motorsport para la ronda en Mugello.

### F1 Academy

#### 2024

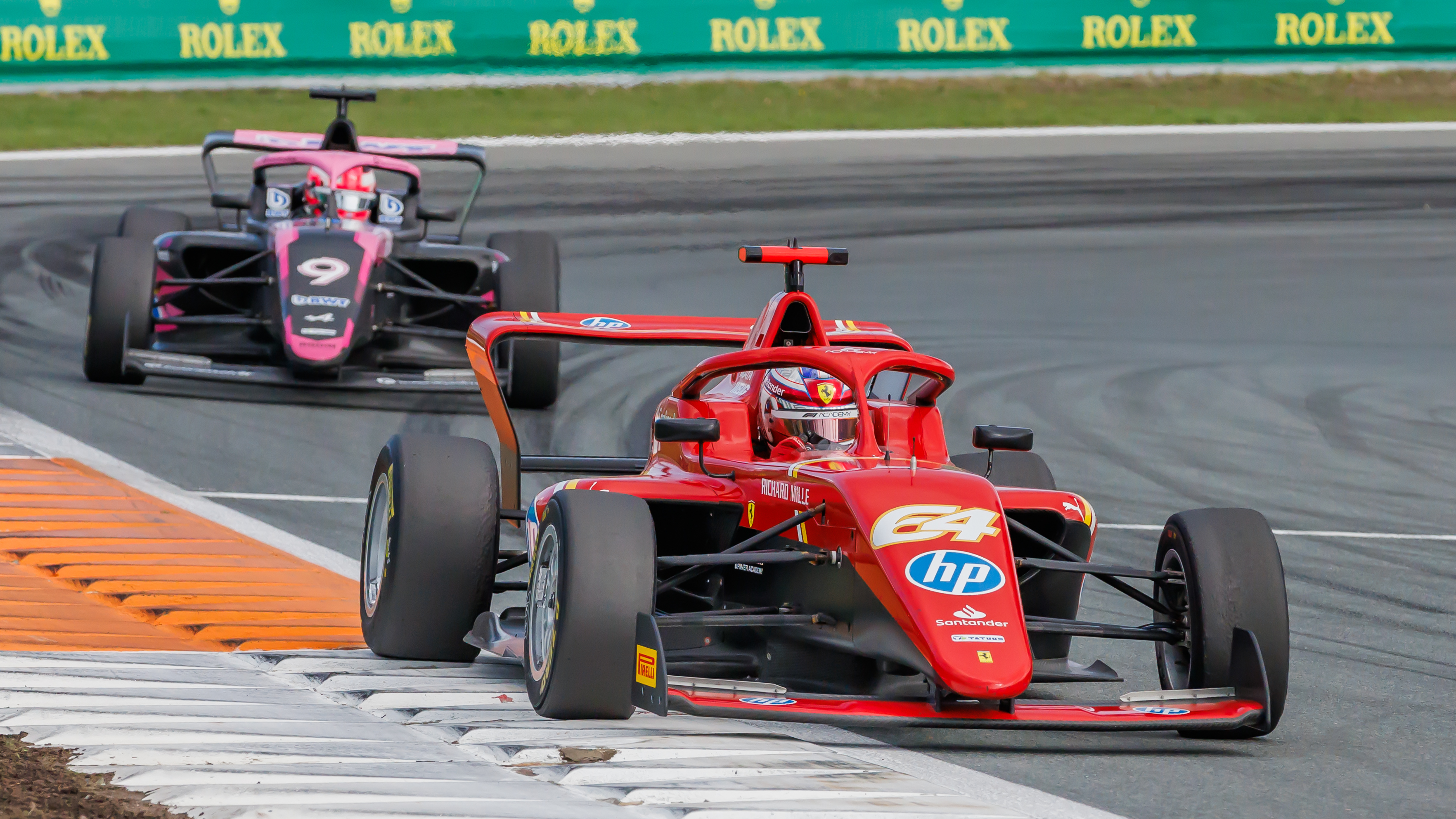
Weug por delante de Abbi Pulling en una carrera de la F1 Academy en Zandvoort 2024.

Weug se trasladó a F1 Academy para la temporada 2024, compitiendo con Prema Racing y representando a la Scuderia Ferrari con sus colores. Después de 5 rondas se encuentra en el tercer lugar con seis podios.

#### 2025
Weug permaneció en la F1 Academy para la temporada 2025, conservando su respaldo de Ferrari, pero se cambiaría a MP Motorsport. En la primera ronda de China, conseguiría su primera pole position en la categoría.

### Campeonato de Fórmula 3 de la FIA
Weug fue seleccionada para participar en una prueba de Fórmula 3 de un día en Magny-Cours en noviembre de 2021, junto con su compañera de Iron Dames la francesa Doriane Pin, y las pilotos W Series, su compatriota Nerea Martí e Irina Sidorkova. 

### Fórmula 1
En octubre de 2020, Weug fue nominada como una de las veinte mujeres piloto de entre 12 y 16 años para competir en el programa Girls on Track - Rising Stars organizado por la Comisión de Mujeres en el Deporte de Motor de la FIA, y la recompensa para la vencedora fue un lugar en la Academia de pilotos de Ferrari. Weug llegó a la fase final de selección junto a Doriane Pin, Julia Ayoub y Antonella Bassani, y el 22 de enero se anunció que había ganado la prueba y se uniría a la FDA, siendo la primera piloto mujer en ingresar en la academia.

## Resumen de carrera
| Temporada | Categoría                              | Equipo           | Carreras     | Victorias    | Poles        | VR           | Podios       | Puntos       | Pos.         |
| --------- | -------------------------------------- | ---------------- | ------------ | ------------ | ------------ | ------------ | ------------ | ------------ | ------------ |
| 2021      | Campeonato de Italia de Fórmula 4      | Iron Lynx        | 21           | 0            | 0            | 0            | 0            | 0            | 35.ª         |
| 2021      | ADAC Fórmula 4                         | Iron Lynx        | 6            | 0            | 0            | 0            | 0            | 0            | NC†          |
| 2022      | Campeonato de Italia de Fórmula 4      | Iron Dames       | 20           | 0            | 0            | 0            | 0            | 36           | 14.ª         |
| 2022      | ADAC Fórmula 4                         | Iron Dames       | 6            | 0            | 0            | 0            | 0            | 0            | NC†          |
| 2023      | Campeonato de Fórmula Regional Europea | KIC Motorsport   | 20           | 0            | 0            | 0            | 0            | 27           | 17.ª         |
| 2024      | F1 Academy                             | Prema Racing     | 14           | 1            | 0            | 1            | 8            | 177          | 3.ª          |
| 2024      | Campeonato de Fórmula Regional Europea | KIC Motorsport   | 2            | 0            | 0            | 0            | 0            | 0            | 29.ª         |
| 2025      | F1 Academy                             | MP Motorsport    | Disputándose | Disputándose | Disputándose | Disputándose | Disputándose | Disputándose | Disputándose |
| 2025      | Campeonato de Fórmula Regional Europea | Saintéloc Racing | Disputándose | Disputándose | Disputándose | Disputándose | Disputándose | Disputándose | Disputándose |
| Fuente:   |                                        |                  |              |              |              |              |              |              |              |

- † Weug era piloto invitada, por lo que no sumó puntos.